# Kenton (Zigarettenmarke)
Kenton war eine in den 1980er Jahren in der DDR vertriebene Zigarettenmarke, die von der bulgarischen Bulgartabac in Blagoewgrad hergestellt wurde.
Kenton gab es in den Varianten Aromatic Blend (blau), Menthol (grün) und American Blend, später umbenannt in Extra Quality (rot). Die Zigaretten hatten einen Filter und eine Länge von 85 mm. Der Einzelhandelsverkaufspreis betrug 3,20 Mark. Die Verpackung war eine weiße Weichpackung mit einem der jeweiligen Einzelmarke entsprechenden farbigen diagonalen Streifen. 